# WZT-1
Der WZT-1 (aus dem Polnischen Wóz Zabezpieczenia Technicznego; auf Deutsch Bergepanzer) ist ein polnischer Bergepanzer, der auf dem Chassis des T-55 basiert und bei den polnischen Streitkräften eingesetzt wurde. Er diente als fahrende Werkstatt und hatte die Aufgabe, die liegengebliebenen Panzerfahrzeuge der Panzerverbände zu reparieren oder abzuschleppen.

## Entwicklungsgeschichte
Anfang der 1950er-Jahre baute die UdSSR auf Basis eines T-54-Fahrgestells einen Bergepanzer mit der Bezeichnung BTS-1, der in Serie ging und zum Standardbergepanzer in den Armeen des Warschauer Paktes avancierte. Im Jahr 1955 wurde der BTS-1 modernisiert und mit einer Winde und einem Faltkran ausgestattet. Spätere Modelle dieses Fahrzeuges basierten auf dem Chassis des T-55 und erhielten die Bezeichnung BTS-2. Ende der 1960er-Jahre wurde der BTS-2 von der VR Polen und der Tschechoslowakei in Lizenz gefertigt. Auf der Grundlage erstellte der Rüstungsbetrieb Bumar Łabędy einen Bergepanzer-Prototyp, der die Bezeichnung WZT-1 bekam und in die polnische Armee eingeführt wurde.
Die Produktion des WZT-1 wurde 1970 bei Bumar Łabędy in Gliwice (Gleiwitz) aufgenommen. Die erste Tranche wurde auf Basis des T-55 gebaut, spätere Modelle basierten auf dem T-55A. Der WZT-1 wurden bis 1978 produziert, als er vom WZT-2 abgelöst wurde.

## Technik
Der WZT-1 ist mit einem Kran und zwei Winden ausgestattet. Die Hauptaufgabe dieses Fahrzeuges besteht darin, beschädigte Kettenfahrzeuge vom Schlachtfeld abzutransportieren. Der manuell betriebene Kran hat eine maximale Hakenlast von drei Tonnen und ist geeignet, den Turm eines Panzers oder dessen Antriebsaggregat anzuheben. Die größtmögliche Hubhöhe beträgt fünf Meter. Die mechanische Hauptwinde (Seillänge 200 m) mit 25 Tonnen Zugkraft, welche mithilfe eines Flaschenzuges auf 75 Tonnen erhöht werden kann, erreicht Zuggeschwindigkeiten von 0,16 bis 0,26 m/s.
Der Panzer verfügt über ABC-Schutz und eine automatische Feuerlöschanlage. Die Bewaffnung umfasst ein auf dem Dach montiertes 12,7-mm-DSchK-Maschinengewehr zur Selbstverteidigung gegen Boden- und Luftziele.